# Переможанский сельский совет Харьковской области
Переможанский сельский совет — входит в состав Лозовского района Харьковской области Украины.
Административный центр сельского совета находится в селе Перемога.

## История
- 1926 — дата образования.

## Населённые пункты совета
- село Перемога
- село Герсевановка
- село Раздоры
- село Червоный Кут

### Ликвидированные населённые пункты
- село Вишнёвое